# 三宅宣哉
三宅 宣哉（みやけ のぶや、1938年 - ?）は、日本のランドスケープアーキテクト。

## 来歴
大阪工業大学建築学科を卒業。近代造園研究所、西川環境設計研究所を経て、緑地設計研究所を設立した。
主なランドスケープ作品に、 高槻市森林観光センター、水戸市植物公園、愛知県緑化センター、 古今伝授の里フィールドミュージアム、国際花と緑の博覧会などがある。